# كسر الخواطر (مسلسل كويتي)
كسر الخواطر هو مسلسل كويتي من تأليف وداد الكواري وإخراج محمد القفاص إنتاج شركة صباح بيكتشرز للإنتاج الفني العرض الأولى ( 1 رمضان 1435 هـ - 29 يونيو 2014 )

## قصة المسلسل
تدور الأحداث حول رب عائلة ضعيف الشخصية، حيث تسيطر عليه زوجته وتتحكم فيه وتجعله تحت ارادتها، وفي الوقت ذاته يقع الرجل في حيرة بين إرضاء زوجته أو إرضاء والدته، والذي يؤثر ذلك على تربية أبنائه الذين انقسموا ما بين من تربى تحت ظلال الجدة، وما بين من اهمل وأصبح متمردأ حتى على والديه.
الأسرة مكونة من 5 أبناء، 3 بنات وابنان احدهم من الصم والبكم.

## الفنانين المشاركين بالعمل
| اسم الممثل         | الشخصية          | ملاحظات |
| ------------------ | ---------------- | --- |
| عبد العزيز الجاسم  | عيسى             | أب الأسرة، ضعيف الشخصية                                                                                        |
| أسمهان توفيق       | روزة             | الجدة الحنون، أم عيسى، تهتم بمن حولها وتقدم لهم المساعدة.                                                      |
| سلمى سالم          | شريفة            | الأم المتسلطة، التي لا تهتم بأمور من حولها ومصلحتها فوق كل شي حتى أبنائها.                                     |
| سناء يونس          |                  | جارة وصديقة الجدة روزة.                                                                                        |
| هدى الخطيب         | ميثاء / ام خلفان | صديقة الجدة روزة التي تعيش في الإمارات                                                                         |
| لمياء طارق         | شيخة             | الابنة الكبرى، لا تعير أحداً أي اهتمام، وهمها الزواج وتكوين اسرة بعيداً عن محيط عائلتها التي لا تحترم أحداً فيها. |
| مها النمر          | جواهر            | الابنة الثانية، متسلطة، تحب أن تحصل على ما تريد ولو كان بالقوة، وتسعى دائماً لجني المال.                        |
| حمد أشكناني        | جاسم             | يعاني من الصم والبكم وهو محبوب لطيبة قلبه.                                                                     |
| ليلى عبد الله      | عايشة            | هي الابنة الصغرة ل شريفة وهي البنت الطيبة من أبناء شريفة.                                                      |
| نورة حمدان         | افتخار           | صديقة عائشة السابقة.                                                                                           |
| سيف الغانم         | بو خلفان         | |
| حسين المهدي        | خلفان            | |
| مشاري البلام       | أيوب             | ضيف شرف _ أيوب اللذي كان سيخطب شيخة لكن ولدته رفضت                                                             |
| مها محمد           | مديحة            | ضيفة شرف _صديقة شيخة المقربة                                                                                   |
| عبد الله الطليحي   | جابر             | ابن أخ عيسى |
| ريم ارحمه          | سدره             | ابنه الجارة وصديقه عائشة وزوجه جاسم                                                                            |
| عبد المحسن القفاص  | حمد              | ضيف شرف _زوج شيخة                                                                                              |
| عبدالرحمن الزرعوني |                  | ضيف شرف _اخو بوخلفان                                                                                           |
| عبدالله بن حيدر    | حارب             | ضيف شرف _ ابن عم خلفان                                                                                         |
| صابرين البورشيد    | وضحى             | لاول مرة في التمثيل_ابنه عم خلفان خلفان وزوجته                                                                 |
| عبدالله المهيري    | راشد             | لاول مرة في التمثيل_الأخ الاصغر للعائلة، ضحية لاهمال عائلته له، طائش، غير مهتم بدراسته.                        |
| حسين المنصور       | منصور            | ضيف شرف_اخو شريفة                                                                                              |